# Näldsjön
Näldsjön är en sjö i Krokoms kommun i Jämtland och ingår i Indalsälvens huvudavrinningsområde. Sjön är 31 meter djup, har en yta på 41,8 kvadratkilometer och befinner sig 301,9 meter över havet. Sjön avvattnas av Faxån.
Sjön sträcker sig från Näskott i söder till Offerdals socken i norr. I söder ligger samhällena Nälden, Aspåsböle och Nordannälden vid sjön. I norr ligger samhällena Lungret, Stavre, Könsta och Änge vid sjön. Näldsjön får sitt vatten från bl.a. Gärdesjön, Nästån, Hällsjön och Kriken i Offerdals socken.
I flera år på 1800- och 1900-talet trafikerades Näldsjön av flera ångbåtar mellan Nälden och Änge. Ångbåtstrafiken startade i slutet av 1870-talet. Bland ångfartygen kan Nälden, Framåt, Express, Gurly och Offerdal nämnas. Ångaren Nälden tog 125 passagerare och 10 tons last.
Även vintertid användes Näldsjön som transportsträcka mellan Nälden och Offerdal. Då var det forbönderna som körde sina frakter på sjöns is.
Ångbåtstrafiken konkurrerades ut i början på 1900-talet av landsvägstrafiken, särskilt när landsvägen Nälden-Valne-Offerdal byggdes ut.

## Delavrinningsområde
Näldsjön ingår i delavrinningsområde (703251-142178) som SMHI kallar för Utloppet av Näldsjön. Medelhöjden är 329 meter över havet och ytan är 148,39 kvadratkilometer. Räknas de 66 avrinningsområdena uppströms in blir den ackumulerade arean 748,43 kvadratkilometer. Faxån som avvattnar avrinningsområdet har biflödesordning 2, vilket innebär att vattnet flödar genom totalt 2 vattendrag innan det når havet efter 263 kilometer. Avrinningsområdet består mestadels av skog (55 procent). Avrinningsområdet har 42,23 kvadratkilometer vattenytor vilket ger det en sjöprocent på 28,4 procent.

## Galleri

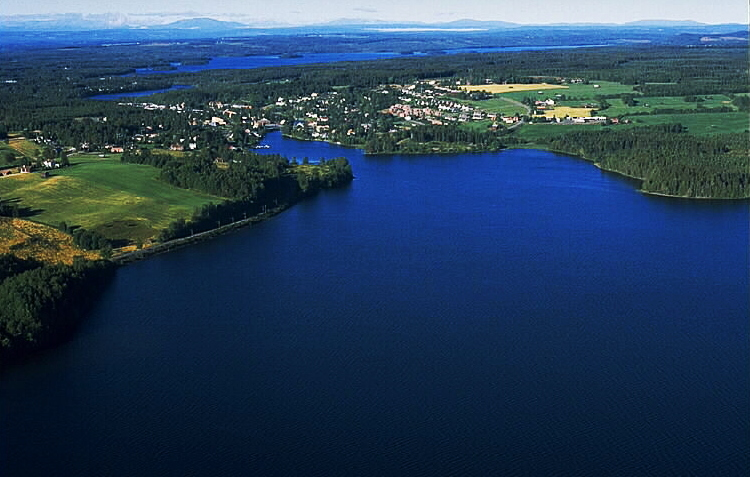
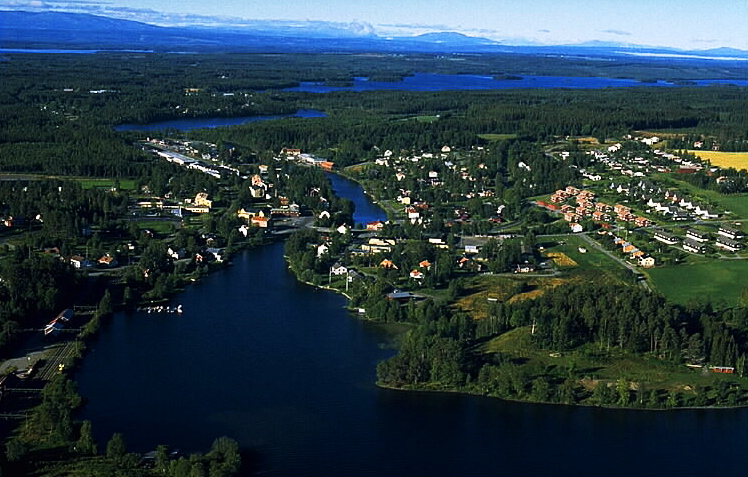
Näldsjön och Nälden.